# Rinorrea
La rinorrea (de rhīno- gr. ‘nas' + rhoíā gr. ‘flux’) (o, rarament, hidrorrea nasal o rinohidrorrea) és la segregació, i posterior expulsió, abundant de líquid per les fosses nasals que es forma a la mucosa nasal i a la paranasal. Aquest increment és causat per un flux de sang superior al normal.
Aquest líquid està format majoritàriament per aigua amb un percentatge del 97% i la resta sals com la mucina i una proteïna anomenada albúmina. La consistència del flux segregat pot tenir consistència pot ser líquid aquós o fins i tot espès i groguenc.
Generalment, el seu Ph és àcid o neutre.

## Etiologia
La causa més prevalent en la comunitat són els refredats.
Altres causes són:
- Plor, quan es produeixen llàgrimes en excés, el líquid drena per la cantonada interna de les parpelles, pel conducte nasolacrimal i cap a les cavitats nasals.
- Rinitis (principalment l'al·lèrgica) i sinusitis.
- Tumors nasals, pòlips nasals.
- Inhalació de substàncies irritants.
- Traumatisme cranial amb fractura de la base del crani de les fosses anterior o mitjana.

## Diagnòstic
Quan la rinorrea no disminueix i es presenta un quadre de cefalea, mal de gola, orelles i tracte respiratori cal consultar al facultatiu per detectar quina és l'etiologia de la simptomatologia.
Per a diagnosticar el problema cal començar fent una bona anamnesi al pacient per detectar si la simptomatologia pot estar relacionada amb alguna al·lèrgia, amb el contacte amb substàncies tòxiques, tumors nasals…entre altres. Cal preguntar la quantitat aproximada de líquid, el color, la consistència, inicia de la simptomatologia i altres símptomes associats. Posteriorment, pot ser convenient explorar les fosses nasals i el col. Aquesta exploració es fa mitjançant una prova anomenada rinoscòpia o endoscòpia nasal.

### Proves complementàries
Segons les sospites es pot requerir radiografies de tòrax i del nas, tomografia computeritzada de cap (TAC), cultiu d'esput i del coll, anàlisis de sang, proves d'al·lèrgia, etc.

## Tractament
El tractament d'aquesta patologia es basa a controlar i minimitzar els signes i símptomes que es presenten. La base del tractament és actuar contra la causa de la rinorrea. Si aquesta es desencadena a causa d'al·lèrgies cal iniciar tractament farmacèutic i control dels factors ambientals. Per altra banda, si la causa és un constipat d'origen víric cap fer rentats de les fosses nasals i es poden inhalar vapors de camamilla. Si l'origen del constipat és bacterià caldrà iniciar tractament amb antibiòtic. En aquest cas l'adherència al tractament és molt important. Finalment, si la rinorrea és provocada per pòlips nasals o tumors nasals i cerebrals caldrà aplicar un tractament adjuvant.